# Nebivolol
Nebivolol é um betabloqueador  β1 seletivo e vasodilatador usado no tratamento de hipertensão arterial e como protetor do coração após falência ventricular esquerda. Ao contrário dos outros Beta bloqueadores, quase não tem ação sobre os receptores β2, o que significa menos efeitos colaterais e a melhor opção para pacientes com asma, DPOC ou diabetes.

## Uso
Para evitar efeitos colaterais deve-se começar com uma dose baixa de nebivolol e aumentar gradualmente até a dose ideal em um período de duas semanas. Apenas depois dessas 2 semanas o pleno efeito benéfico é detectável em exames. Nebivolol controla a pressão arterial elevada, mas não a cura.
Deve ser tomado mesmo que quando não se sinta bem, na mesma hora do dia, de preferência às 6h da manhã, mesmo no fim de semana. Se o paciente não tomar um dia, ou passar muito da hora, não deve tomar duas doses no dia seguinte. Pode ser tomado com ou sem comida. Parar de tomar nebivolol por mais de dois dias seguidos aumenta muito o risco de angina de peito, ataque cardíaco ou arritmia e pode ser fatal. Para trocar de medicamento deve-se diminuir a dose gradualmente ao longo de 1 a 2 semanas.

## Farmacocinética
O efeito anti-hipertensivo atinge seu máximo por volta de seis horas depois da ingestão, com ou sem alimentos. É metabolizado no fígado, por hidroxilação aromática por sistema de enzima CYP2D6, sua semi-vida varia entre 8 e 12 horas, mas em algumas pessoas com mal metabolismo hepático a vida média pode ser maior que 24h.

## Farmacodinâmica
Estimula a liberação de óxido nítrico pelo endotélio vascular gerando vasodilatação nas arteríolas e antagoniza a adrenalina nos receptores beta 1 do coração. A redução na pós-carga, sem aumento no consumo de oxigênio cardíaco, permite que o coração bombeie mais sangue por minuto com menos esforço, prevenindo assim a hipertrofia ventricular e remodelação. Em doses de até 5 mg é altamente seletivo, então não gera tantos efeitos colaterais como broncoconstrição e glicogênese levando a hipoglicemia. Porém em doses maiores que 10 mg perde a seletividade. Sua eficiência também depende do metabolismo hepático CYP2D6 dos pacientes.

## Efeitos colaterais
Mais de 10% dos pacientes tem:
- Dor de cabeça leve
- Tontura
- Formigamento dos dedos (parestesia)
- Náusea
- Dor de barriga
- Dificuldade para dormir
- Cansaço

Menos comum: Dores musculares, impotência e bradicardia.

### Sobredose
Dor de cabeça moderada, irritação da pele, diarreia e insônia são sintomas comuns de sobredose leve, normal enquanto o organismo se acostuma ao medicamento nos primeiros dias e que deve diminuir depois de algumas semanas. Se não diminuir consulte seu médico. Em sobredoses altas causa confusão mental, humor alterado, ansiedade, convulsão, visão turva, tremores, pesadelos, dificuldade para respirar e pode levar ao coma.

## Contra-indicação[2]
- Insuficiência cardíaca
- Pressão arterial baixa
- Bradicardia (frequência cardíaca baixa)
- Grávidas (categoria C)
- Lactantes
- Menores de 12 anos
- Alergia a qualquer dos componentes do nebivolol